# Mokre (gmina w województwie bydgoskim)
Mokre – dawna gmina wiejska istniejąca w latach 1934–1954 w woj. pomorskim/bydgoskim (dzisiejsze woj. kujawsko-pomorskie). Siedzibą władz gminy było Mokre.
Gmina zbiorowa Mokre została utworzona 1 sierpnia 1934 roku w powiecie grudziądzkim w woj. pomorskim z dotychczasowych jednostkowych gmin wiejskich: Dusocin, Lisiekąty, Mokre, Nowawieś, Owczarki, Parsk, Świerkocin, Wielki Wełcz, Zakurzewo i Zarośle oraz z obszarów dworskich położonych na tych terenach lecz nie wchodzących w skład gmin. 
Po wojnie gmina zachowała przynależność administracyjną. 6 lipca 1950 roku zmieniono nazwę woj. pomorskiego na bydgoskie. Według stanu z dnia 1 lipca 1952 roku gmina składała się z 12 gromad: Białochowo, Dusocin, Jamy, Lisiekąty, Mokre, Nowawieś, Owczarki, Parsk, Świerkocin, Wielki Wełcz, Zakurzewo i Zarośle. Gmina została zniesiona 29 września 1954 roku wraz z reformą wprowadzającą gromady w miejsce gmin. Jednostki nie przywrócono 1 stycznia 1973 roku po reaktywowaniu gmin.